# Menonitas en Paraguay
Los menonitas de Paraguay son descendientes de los menonitas de Rusia aunque, la mayoría de ellos, antes de su llegada al Paraguay, estuvieron radicados en otros países de América. En Paraguay viven principalmente en 19 asentamientos o colonias repartidas entre el Chaco Paraguayo y la Región Oriental del país.
El Congreso Mundial Menonita informó en 2006 que había 1 500 000 adultos miembros de las iglesias menonitas en el mundo. De esos, alrededor de 40 000 están en Paraguay para 2018, una de las comunidades menonitas más numerosas de América. (Las otras grandes colonias están en Bolivia, 150 000 y México, 120 000.) En el 2022 hay 38 731 menonitas en el país.

## Historia

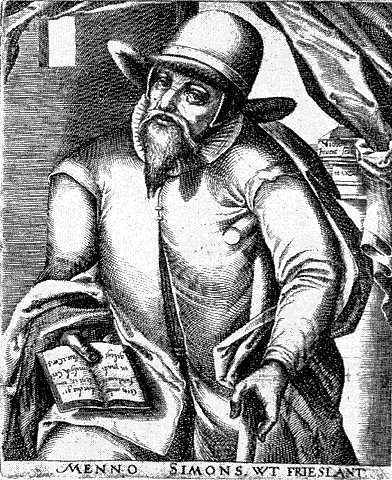
Menno Simmons (1496-1561)

El nombre viene de Menno Simons, originalmente un sacerdote de la Iglesia católica que al tomar contacto con los postulados menonitas comenzó a repensar su fe. Uno de los principales postulados menonitas es el rechazo a la imposición del bautismo a los recién nacidos, dado que estos aún están faltos de discernimiento para tomar dimensión del significado del bautismo en sí. Sus seguidores fueron llamados “discípulos de Menno” y, más tarde, simplemente “Menonitas”. Son incluidos en el grupo de los anabaptistas y, por tanto, de los cristianos protestantes. Son pacifistas, niegan el servicio militar y cualquier otro servicio con armas.
Los menonitas son un grupo religioso cuya doctrina se basa en la Biblia como palabra de Dios. El movimiento (no la etnia) se originó en Suiza durante la Reforma Protestante, y desde allí se expandió a los Países Bajos y el norte de Alemania. Así, en el siglo XVI, buscando una mayor tolerancia religiosa, grupos de los Países Bajos y el norte de Alemania se radicaron en el delta del río Vístula, en el Reino de Prusia (actual Polonia), lugar donde desarrollaron el idioma plautdietsch que hoy hablan sus descendientes.
En el año 1780, la emperatriz o zarina Catalina II "La Grande" de Rusia quiso colonizar Crimea, territorio que había conquistado a los turcos otomanos y al cual llamó Nueva Rusia, parte del Imperio ruso (actual Ucrania). En búsqueda de agricultores alemanes, los menonitas radicados en Prusia fueron invitados a poblar. Se les prometió la exención del servicio militar, tierras, y el uso del idioma alemán. Muchos menonitas aceptaron la invitación, y formaron colonias en el sur del Imperio ruso, dedicadas a la agricultura y ganadería. El primer asentamiento menonita fundado en la actual Ucrania fue la colonia Chortitza. Desde entonces, estos menonitas fueron conocidos como menonitas de Rusia.
Aproximadamente 100 años después, el gobierno ruso derogó los privilegios otorgados a los menonitas. En 1877, aproximadamente 18.000 emigraron a América del Norte. El gobierno ruso, ante la posibilidad de perder tantos agricultores expertos, no continuó intentando la eliminación de los privilegios de los menonitas. Los que no emigraron continuaron prosperando, y a comienzos de la Primera Guerra Mundial había unos 120.000 en Rusia.

La Revolución comunista de 1917 destruyó las colonias menonitas. Los colonos perdieron sus tierras, fueron perseguidos por su fe y muchos murieron de hambre. El esfuerzo conjunto de menonitas de Canadá y Estados Unidos permitió rescatar a miles que emigraron a esos países, y también al Paraguay, que les ofreció tierras en el Chaco Boreal.

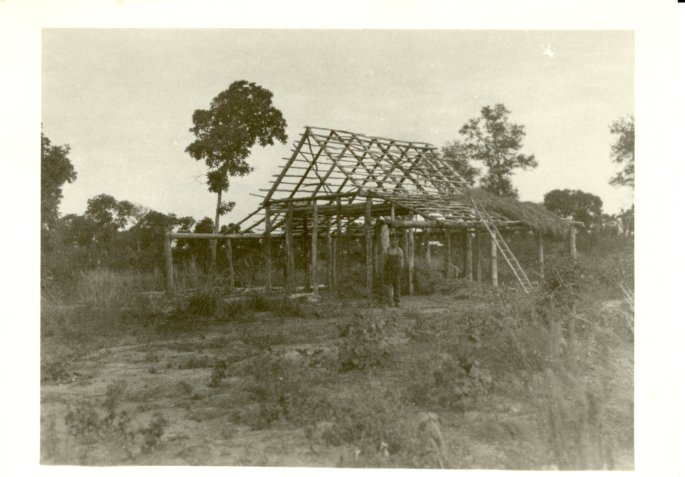
Primeros asentamientos de menonitas rusos en el Chaco.

Los primeros menonitas de Rusia llegaron al Paraguay en 1927. El año anterior había arribado un contingente de Canadá (descendientes de los que habían emigrado de Rusia al Canadá en 1877).
Otro movimiento migratorio importante fue en 1945, cuando llegaron menonitas desplazados de Rusia. Habían huido de Rusia a Alemania salvados por el ejército alemán, y estaban en peligro de ser repatriados a Rusia, donde les esperaba muerte, cárcel o el exilio a Siberia. Nuevamente los menonitas de Canadá y Estados Unidos organizaron la ayuda, y miles llegaron al Paraguay y al Uruguay en viajes del buque Volendam.
Inicialmente, se esperaba conseguir tierras en la Argentina, pero ese gobierno se resistía a conceder la exención del servicio militar. Encargado de las negociaciones era un banquero llamado McRoberts, del Chatam Phoenix National Bank and Trust Company de Nueva York. Fred Engen, exagente de propiedades al servicio de McRoberts, estaba explorando el Chaco paraguayo. Cuando las esperanzas de Mc Roberts se evaporaban, desde Asunción recibió un telegrama con el siguiente mensaje:“I have found the promised land” (he hallado la tierra prometida). 
Engen pidió a Mc Roberts que viajara a Asunción para entrevistarse con  Manuel Gondra y Eusebio Ayala, y tener conversaciones concretas acerca de la inmigración menonita. 

### Cronología
| Año     | Acontecimiento |
| ------- | --- |
| 1916    | La ley de uniformidad idiomática en Canadá demanda que se elimine la enseñanza en alemán en las escuelas menonitas, lo que provoca la emigración a México, y años después, al Paraguay.    |
| 1921    | Fundación del Comité Central Menonita (MCC) en Estados Unidos para socorrer a los menonitas de Rusia, y que desde 1930 se hace responsable de la inmigración de los menonitas al Paraguay. |
| 1926    | Llegan los primeros menonitas, provenientes de Canadá. Fundan la colonia Menno. |
| 1929    | Éxodo de los menonitas de la Unión Soviética hacia Alemania. |
| 1930-32 | Otros contingentes menonitas prófugos de Rusia y recogidos en la China llegan al Paraguay. Fundan la colonia Fernheim. Estalla la Guerra del Chaco                                         |
| 1937    | Algunos menonitas dejan el Chaco y fundan la Colonia Friesland en Itacurubi del Rosario ( Región Oriental)                                                                                 |
| 1938    | Tratado de paz y fijación de límites. |
| 1947    | Inmigración de menonitas procedentes de la Unión Soviética, fundación de la colonia Neuland en el Chaco y Volendam en la región Oriental. Específicamente en Villa del Rosario.            |

### sigloXXI

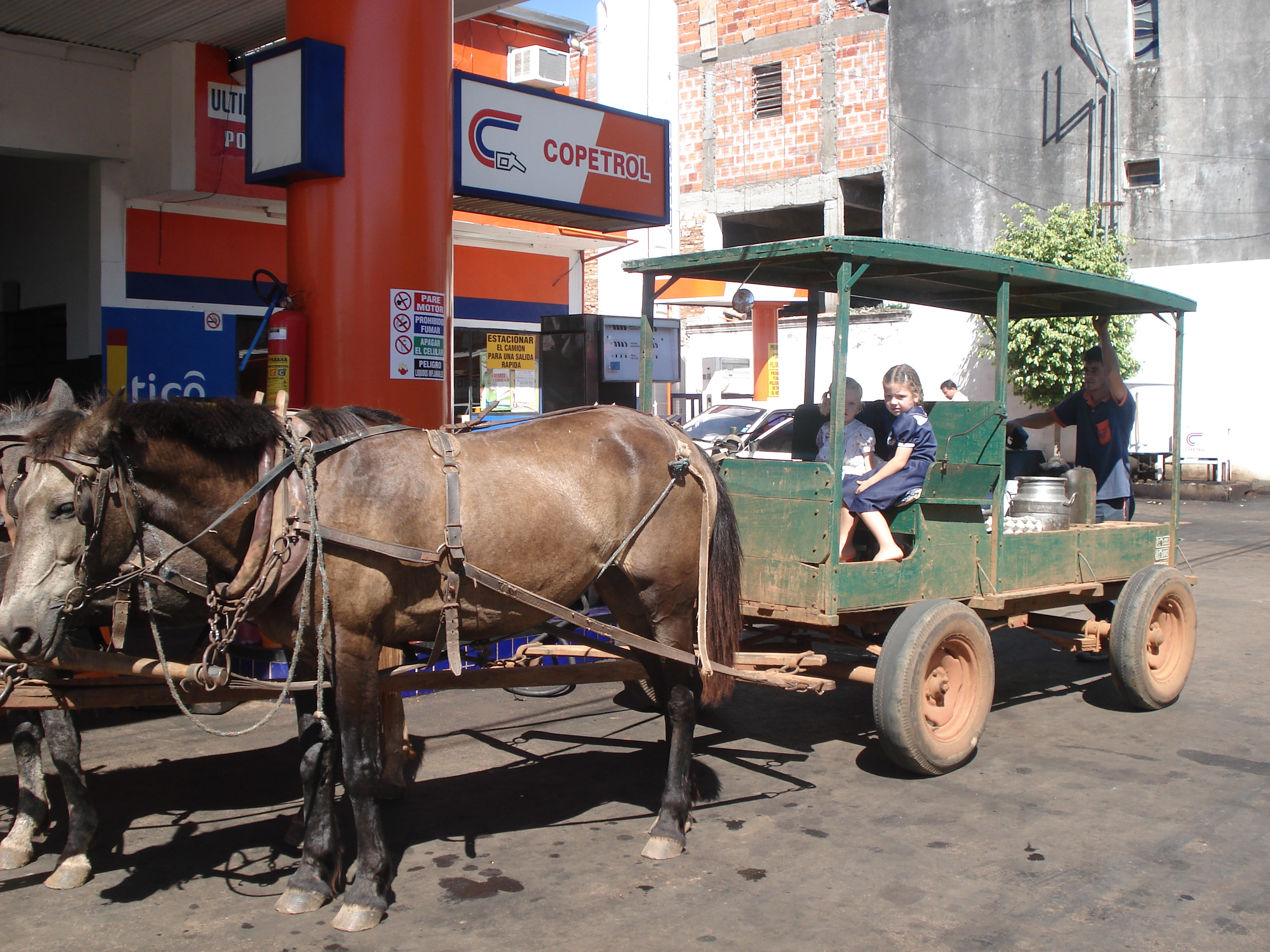
Típico carro menonita en San Ignacio, Misiones.

En la década de 2010 se ha visto un nuevo movimiento migratorio de menonitas, pero esta vez de forma inversa, es decir, menonitas que abandonan el Paraguay o que migran internamente hacia otros departamentos del país, siendo el caso más notable el de aquellos menonitas que residen en el departamento de San Pedro zona de grandes recursos hídricos, entre ellos los afluentes del río Paraguay son: el Ypané, el Jejuí Guazú, con sus dos afluentes, el Aguaraymi y el Aguaray Guazú, el río Manduvirá, con su afluente el arroyo Tacuatí. 
Esto se debe a la violencia y al peligro al que se encuentran expuestos constantemente los colonos en dicha zona por grupos como el Ejército del Pueblo Paraguayo. Un grupo de 130 familias de colonos asentados en San Pedro  migraron hacia el Chaco paraguayo, donde vive la mayor parte de la población menonita del país, en especial en el departamento de Boquerón, mientras que otros colonos optan por irse por completo del país, siendo Bolivia el destino más escogido.

## Menonitas en el Chaco paraguayo

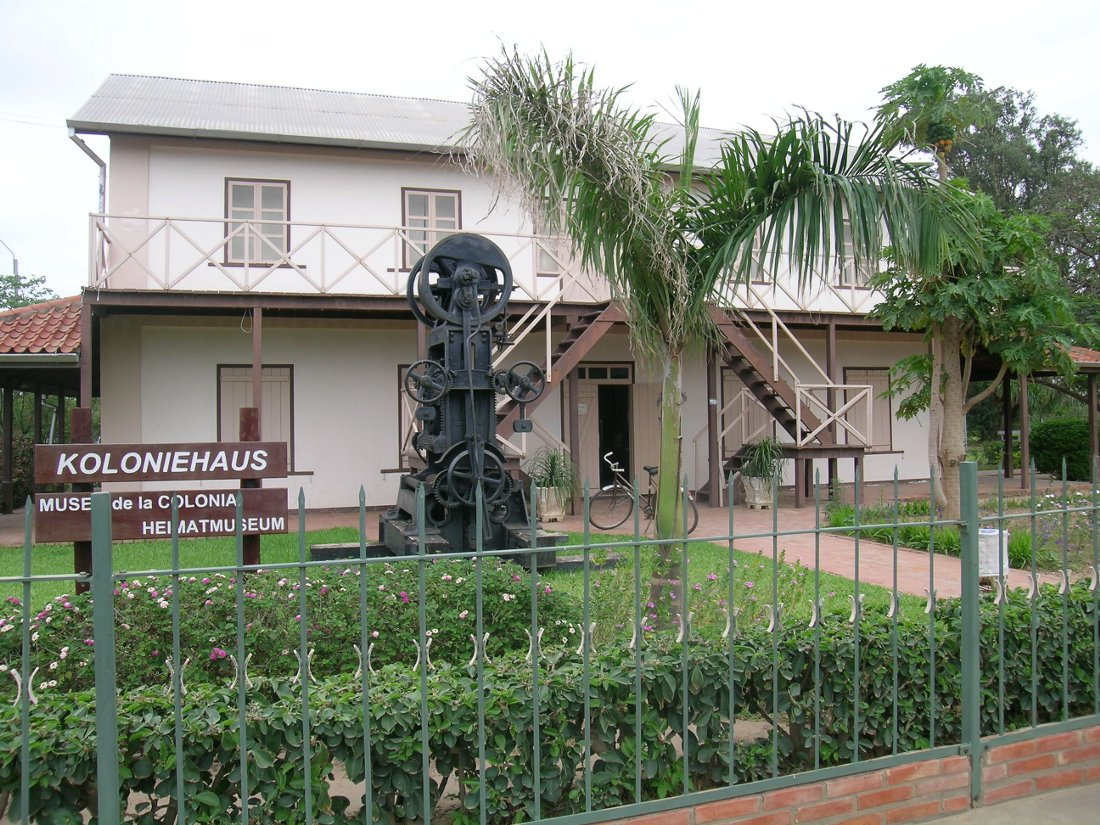
Museo de la Colonia en Filadelfia

Las colonias menonitas en el Chaco paraguayo están estructuradas sobre la base de dos niveles de organización. 
Inicialmente, se encuentra la asociación civil, que tiene a su cargo atender las necesidades prioritarias de la comunidad, principalmente en lo que se refiere al campo educativo y religioso, dos aspectos considerados primordiales para los colonos.
Siguiendo esto, están las sociedades cooperativas, que en gran parte cubren las necesidades comunitarias que tienen relación directa con la comercialización, educación, salud, comunicación vial, etc.
La primera organización de este tipo fue establecida en la colonia Fernheim, poco después de su fundación en el año 1930. De acuerdo con los principios de este movimiento, los derechos individuales debieron someterse a los intereses de la comunidad.
Los habitantes de las colonias se han beneficiado extraordinariamente por este tipo de organización, ya que las cooperativas se encargan de comprar y vender los productos que ellos elaboran, de la explotación e importación de las mercaderías, pues estas ayudan a financiar la adquisición de maquinarias y proyectos, entre otras cosas.

### Centros administrativos

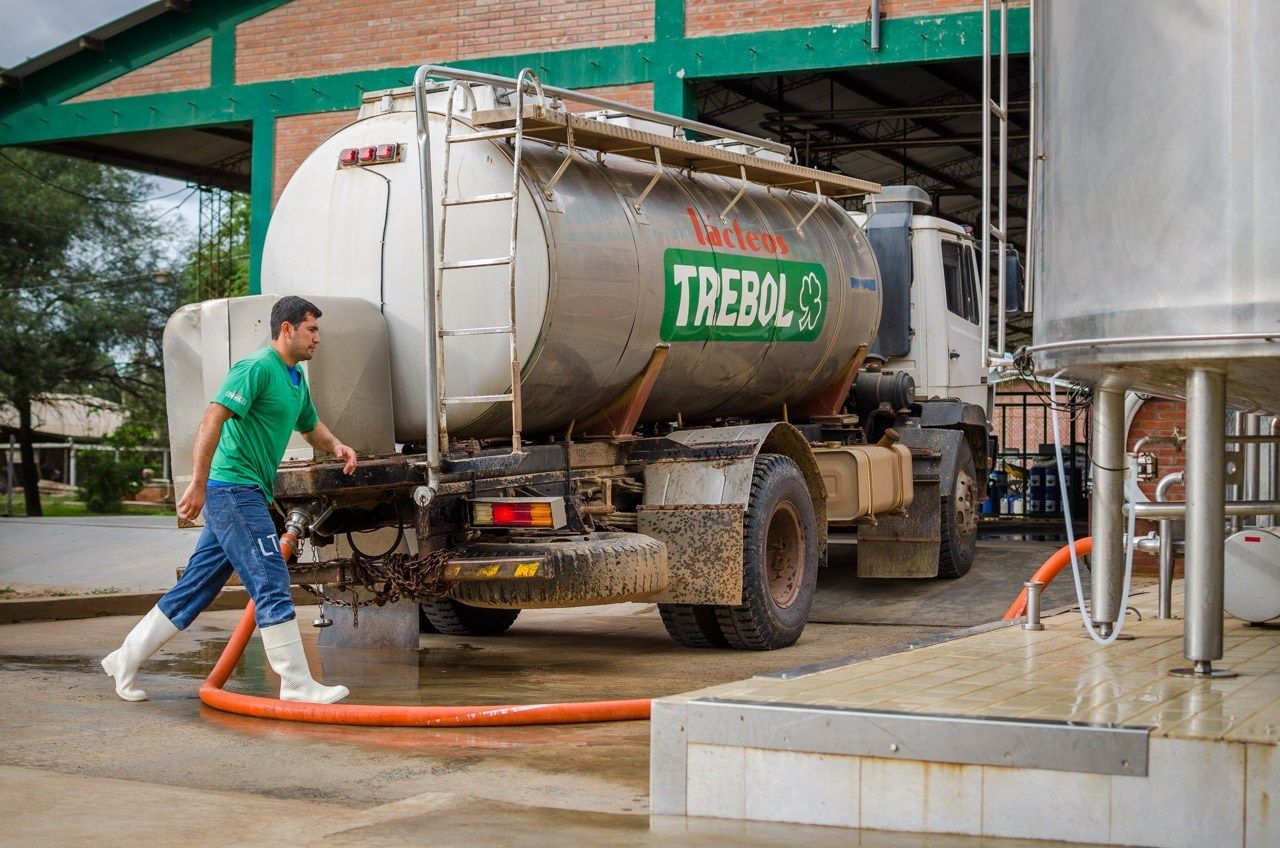
Fábrica de quesos en colonia Lolita, Departamento de Boquerón.

Menno fue la primera colonia menonita en el Paraguay, fundada en 1927 por colonos menonitas provenientes de Canadá. Hoy tiene unos 10 000 habitantes. Loma Plata  (población 7000) es el centro administrativo.
Fernheim fue fundada por menonitas procedentes de Rusia en 1930. Hoy tiene cerca de 18.000 habitantes Filadelfia  (a la que también se la considera la capital del Chaco) es el centro administrativo. 
Neuland tiene una población de 3.500.

### Economía

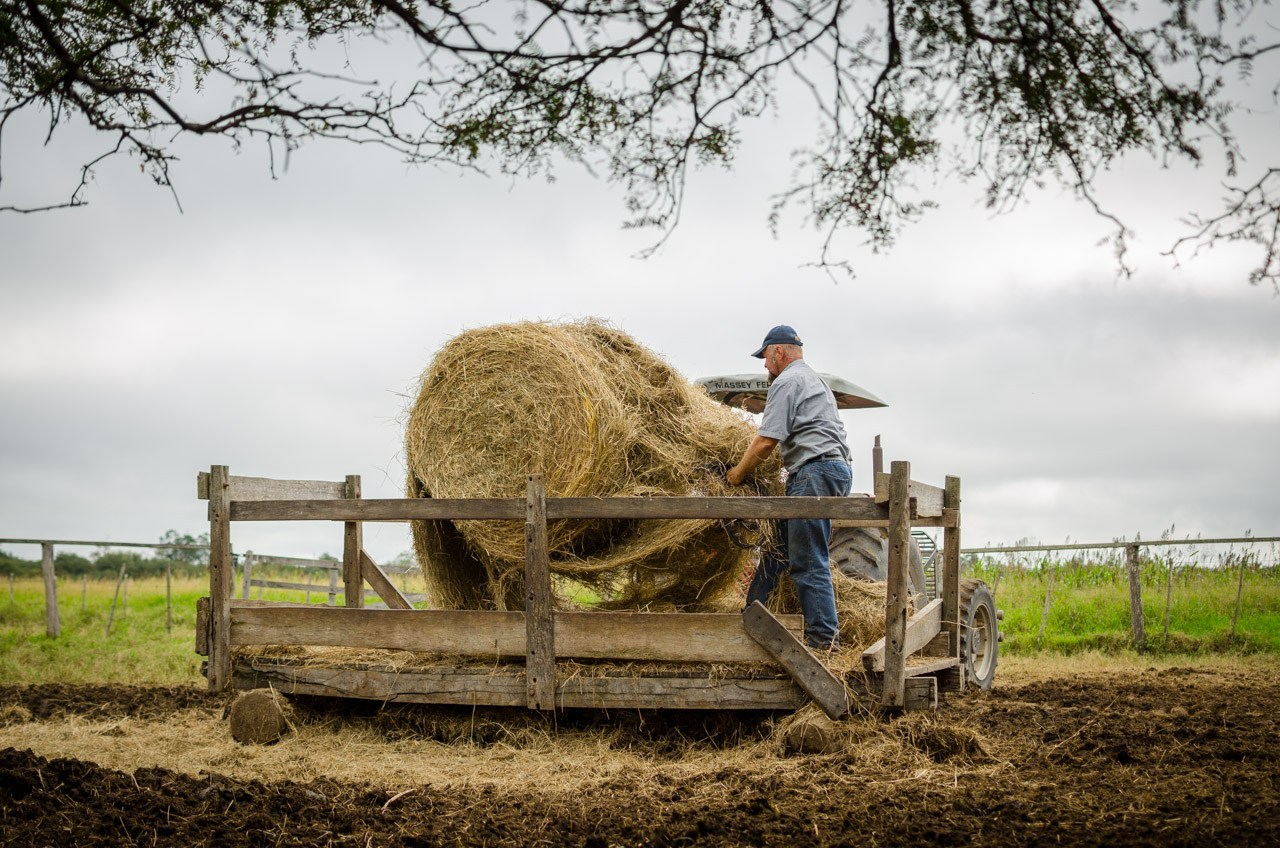
Un productor lechero desenrolla heno para alimentar a las vacas.

Las colonias menonitas han establecido un sistema productivo importante para el Paraguay.
En sus establecimientos cooperativos se genera el 75 % de la producción láctea del país. La combinación de tecnología industrial y de la cooperación mutua ha dado resultados extraordinarios.
La mejora lechera comenzó rápidamente en la década de 1980, la producción promedio de vaca por lactancia era de 500 litros, los que, una vez incorporados la tecnología y mejoramiento genético, aumentaron rápidamente a 2.500 litros por lactancia /año.

### Sistema Educativo
La educación fue, desde la llegada de los primeros colonos, siempre un tema polémico, dado que los menonitas tienen su propio sistema educativo.
Amparados en la ley 514/21, conocida como la "Ley de los menonitas", los colonos crearon sus cooperadoras y consejos escolares e implementaron sus propios sistemas y programas educativos, con asignaturas y contenidos propios de su cultura.
Al principio, el único idioma de enseñanza era el alemán o Plautdietsch. Desde hace algunos años, muchas colonias agregaron el español. 

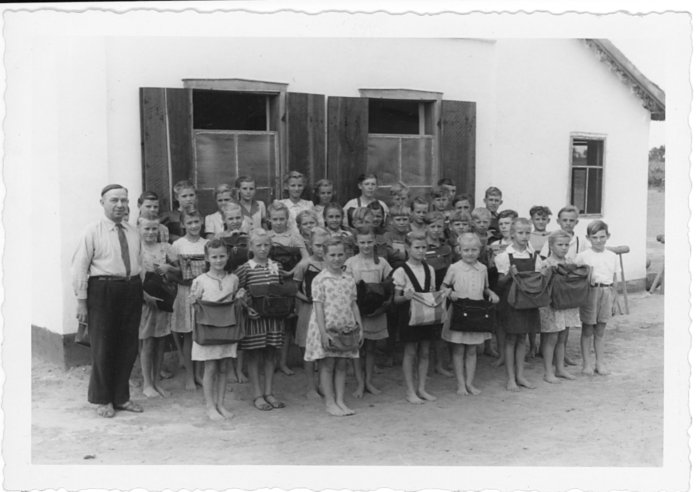
Aquí se observa el aspecto que tenía la escuela de Filadelfia en 1949.

Además del aprendizaje de las diferentes asignaturas y contenidos de formación general, se daba instrucción fundamental en diferentes manualidades y aspectos prácticos de la vida cotidiana, como agricultura, horticultura, cocina, costura, carpintería, etcétera.
A partir de los años 1970, cuatro colonias (Fernheim, Friesland, Menno, y Neuland) adecuaron sus programas de estudio de acuerdo a los contenidos del Ministerio de Educación y Ciencias del Paraguay.

## Principales colonias
Hay dos grandes concentraciones de menonitas en Paraguay. La primera de ellas en la región del Gran Chaco (oeste), y la segunda, en el este del Paraguay.
| Colonia        | Ubicación | Fecha de fundación | Origen         | Población (1987) |
| -------------- | --------- | ------------------ | -------------- | ---------------- |
| Menno          | Oeste     | 1927               | Canadá         | 6,650            |
| Fernheim       | Oeste     | 1930               | Rusia          | 3,240            |
| Neuland        | Oeste     | 1947               | Rusia          | 1,330            |
| Friesland      | Este      | 1937               | Rusia          | 720              |
| Volendam       | Este      | 1947               | Rusia          | 690              |
| Bergthal       | Este      | 1948               | Canadá         | 1,490            |
| Sommerfeld     | Este      | 1948               | Canadá         | 1,860            |
| Reinfeld       | Este      | 1966               | Canadá         | 120              |
| Luzy Esperanza | Este      | 1967               | Estados Unidos | 110              |
| Agua Azul      | Este      | 1969               | Estados Unidos | 170              |
| Río Verde      | Este      | 1969               | México         | 2,490            |
| Tres Palmas    | Este      | 1970               | Combinado      | 220              |
| Santa Clara    | Este      | 1972               | México         | 130              |
| Río Corrientes | Este      | 1975               | Estados Unidos | 180              |
| Florida        | Este      | 1976               | Estados Unidos | 100              |
| Nueva Durango  | Este      | 1978               | México         | 2,050            |
| Campo Alta     | Este      | 1980               | México/Belice  | 120              |
| Manitoba       | Este      | 1983               | México         | 290              |
| Asunción       | Este      | N                  | Combinado      | 750              |
| Paraguay       |           |                    |                | 22,710           |

## Galería

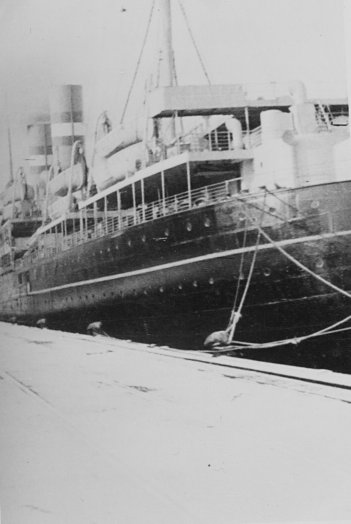
El buque Volendam transportó a 2,307 menonitas de origen ruso, con destino al Paraguay.
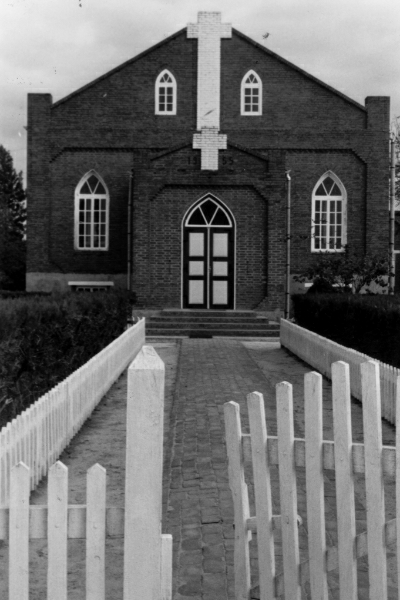
Iglesia de la colonia Neuland, en 1987.
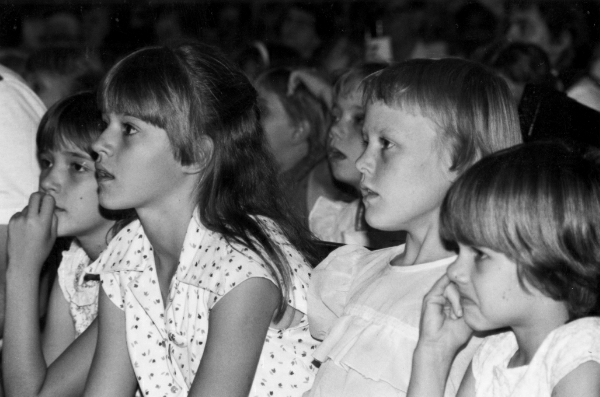
Niñas de la colonia Fernheim (1987).
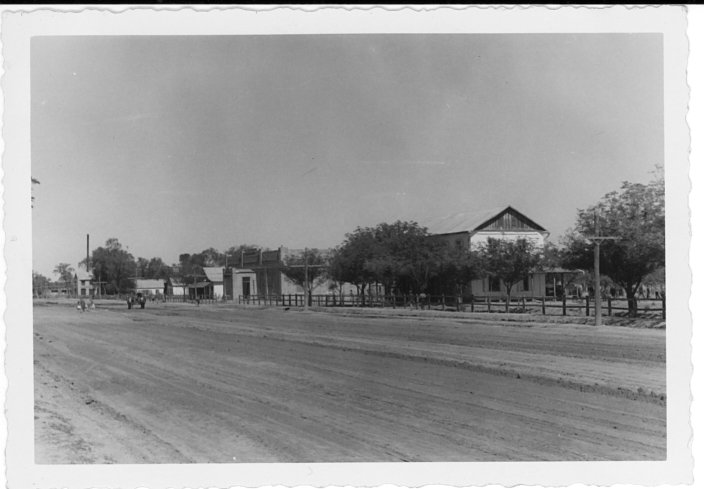
Calle principal de Filadelfia, en abril de 1949.